# 町田浩樹
町田 浩樹（まちだ こうき、1997年8月25日 - ）は、茨城県つくば市出身のプロサッカー選手。ブンデスリーガ・TSG1899ホッフェンハイム所属。ポジションはディフェンダー（センターバック）。日本代表。早稲田大学人間科学部卒業。

## 来歴

### プロ入り前
鹿島アントラーズの下部組織出身。
2015年、2種登録選手でトップチームに登録。高円宮杯U-18プレミアリーグEASTでは鹿島アントラーズユースの守備の中心として18試合でリーグ最少の12失点で初優勝。高円宮杯U-18サッカーリーグ2015チャンピオンシップでは完封をして優勝に貢献した。

### 鹿島アントラーズ
2016年、平戸太貴、田中稔也、垣田裕暉と共にトップチームに昇格。5月25日、若手中心の編成で挑んだナビスコカップ第6節のジュビロ磐田戦で公式戦初出場を果たした。
2017年5月14日、第11節のヴィッセル神戸戦でプロ入り初先発を果たした。翌節となる5月19日に行われたJ1第12節川崎フロンターレ戦にて右膝前十字靭帯損傷の怪我を負い、全治6ヶ月の診断。
2018年7月28日に行われた第18節のガンバ大阪戦でプロ入り初得点を決めた。

### ロイヤル・ユニオン・サン＝ジロワーズ
2022年1月4日、ロイヤル・ユニオン・サン＝ジロワーズに1年半の期限付き移籍をすることが発表された。2月13日に行われたシント＝トロイデンVV戦で先発デビューし、フル出場を果たした。2022-23シーズンは開幕直後の負傷で試合に出られない状態が続いたが、2023年1月12日のベルギーカップ準々決勝・KAAヘント戦で復帰。これが今シーズン初出場となり、先発フル出場を果たすと4-0の快勝に貢献。チームは準決勝進出を決めた。3月29日、同クラブへ完全移籍することが発表された。4月10日、早稲田大学人間科学部を卒業したことを発表した。5月9日、クロッキーカップ決勝でロイヤル・アントワープFC相手に決勝ゴールを挙げ、クラブを110年ぶりの優勝に導いた。
2025年6月27日、ドイツのTSG1899ホッフェンハイムへ完全移籍。契約期間は公表されていないが長期契約を締結したと発表されている。

### 日本代表
2016年、AFC U-19選手権のメンバーに選出。準決勝のベトナム戦で初先発を果たすと、無失点で決勝進出に貢献した。
翌年5月に行われたU-20ワールドカップのメンバー候補による直前の合宿には選ばれていたが、U-20ワールドカップのメンバーからは落選した。
2019年3月14日、AFC U-23選手権タイ2020予選（3/22～26＠ミャンマー）に臨むU-22日本代表メンバーに選出。世代別代表復帰となった。
2020年1月、AFC U-23選手権2020の日本代表に選ばれ出場した。1年後に延期された東京オリンピックでは当初メンバーに入ることができずバックアップメンバーとして選出されていたが大会の規定が変わり正規メンバーに昇格し、大会では途中出場ながら2試合に出場した。
2023年3月18日、UEFAヨーロッパリーグの試合で右膝を負傷した冨安健洋の代替として、キリンチャレンジカップ2023のサッカー日本代表（A代表）メンバーに追加で初招集された。
同年9月12日にベルギーで行われたトルコ代表との国際親善試合にてスタメンで出場し、A代表デビューを果たした。

## プレースタイル
190cmの長身を持ち、空中戦の強さとラインコントロール、左足のフィードを得意とするCB。中学1年生からセンターバックを本職とする「生粋の左利きの大型センターバック」である。同クラブの中田浩二からラインコントロールの指導、小笠原満男から「ボールを奪いに行くところとコースを切るところの判断」など実戦的な指導を受けており、すぐにそれを自身に還元し成長した。空中戦の強さと精度の高い左足のキック、ストライドの大きいオーバーラップなどを生かし、左サイドバックで起用されることも増えてきている。

## 私生活
2024年6月7日に一般女性と入籍したことを12日に自身のSNSにて報告。

## 所属クラブ
- 手代木サッカークラブ
- 2010年 - 2012年 鹿島アントラーズつくばジュニアユース
- 2013年 - 2015年 鹿島アントラーズユース
  - 2015年 鹿島アントラーズ（2種登録選手）
- 2016年 - 2023年3月  鹿島アントラーズ
  - 2022年1月 - 2023年3月  ロイヤル・ユニオン・サン＝ジロワーズ（期限付き移籍）
- 2023年3月 -  ロイヤル・ユニオン・サン＝ジロワーズ

## 個人成績
| 国内大会個人成績 | 国内大会個人成績 | 国内大会個人成績 | 国内大会個人成績 | 国内大会個人成績 | 国内大会個人成績 | 国内大会個人成績 | 国内大会個人成績 | 国内大会個人成績 | 国内大会個人成績 | 国内大会個人成績 | 国内大会個人成績 |
| 年度             | クラブ           | 背番号           | リーグ           | リーグ戦         | リーグ戦         | リーグ杯         | リーグ杯         | オープン杯       | オープン杯       | 期間通算         | 期間通算         |
| 年度             | クラブ           | 背番号           | リーグ           | 出場             | 得点             | 出場             | 得点             | 出場             | 得点             | 出場             | 得点             |
| 日本             | 日本             | 日本             | 日本             | リーグ戦         | リーグ戦         | リーグ杯         | リーグ杯         | 天皇杯           | 天皇杯           | 期間通算         | 期間通算         |
| ---------------- | ---------------- | ---------------- | ---------------- | ---------------- | ---------------- | ---------------- | ---------------- | ---------------- | ---------------- | ---------------- | ---------------- |
| 2016             | 鹿島             | 28               | J1               | 0                | 0                | 2                | 0                | 0                | 0                | 2                | 0                |
| 2017             | 鹿島             | 28               | J1               | 2                | 0                | 0                | 0                | 0                | 0                | 2                | 0                |
| 2018             | 鹿島             | 28               | J1               | 8                | 2                | 4                | 0                | 1                | 0                | 13               | 2                |
| 2019             | 鹿島             | 28               | J1               | 22               | 1                | 0                | 0                | 5                | 0                | 27               | 1                |
| 2020             | 鹿島             | 28               | J1               | 21               | 0                | 2                | 0                | -                | -                | 23               | 0                |
| 2021             | 鹿島             | 28               | J1               | 34               | 5                | 3                | 0                | 2                | 0                | 39               | 5                |
| ベルギー         | ベルギー         | ベルギー         | ベルギー         | リーグ戦         | リーグ戦         | リーグ杯         | リーグ杯         | ベルギー杯       | ベルギー杯       | 期間通算         | 期間通算         |
| 2021-22          | USG              | 28               | JPL              | 11               | 0                | -                | -                | -                | -                | 11               | 0                |
| 2022-23          | USG              | 28               | JPL              | 8                | 0                | -                | -                | 1                | 0                | 9                | 0                |
| 2023-24          | USG              | 28               | JPL              | 31               | 1                | -                | -                | 3                | 2                | 34               | 3                |
| 2024-25          | USG              | 28               | JPL              | 34               | 1                | -                | -                | 3                | 0                | 37               | 1                |
| 通算             | 日本             | 日本             | J1               | 87               | 8                | 11               | 0                | 8                | 0                | 106              | 8                |
| 通算             | ベルギー         | ベルギー         | JPL              | 61               | 0                | -                | -                | 7                | 2                | 68               | 2                |
| 総通算           | 総通算           | 総通算           | 総通算           | 148              | 8                | 11               | 0                | 15               | 2                | 194              | 10               |

- 2015年は2種登録選手

その他の公式戦
- 2022年
  - ベルギーリーグ・プレーオフ 5試合0得点
- 2023年
  - ベルギーリーグ・プレーオフ 1試合0得点
- 2024年
  - ベルギーリーグ・プレーオフ 8試合1得点
- 2025年
  - ベルギーリーグ・プレーオフ 9試合1得点

| 国際大会個人成績 | 国際大会個人成績 | 国際大会個人成績 | 国際大会個人成績 | 国際大会個人成績 | FIFA      | FIFA      |
| 年度             | クラブ           | 背番号           | 出場             | 得点             | 出場      | 得点      |
| AFC              | AFC              | AFC              | ACL              | ACL              | クラブW杯 | クラブW杯 |
| ---------------- | ---------------- | ---------------- | ---------------- | ---------------- | --------- | --------- |
| 2016             | 鹿島             | 28               | -                | -                | 0         | 0         |
| 2017             | 鹿島             | 28               | 0                | 0                | -         | -         |
| 2018             | 鹿島             | 28               | 0                | 0                | 0         | 0         |
| 2019             | 鹿島             | 28               | 9                | 0                | -         | -         |
| UEFA EL          | UEFA EL          | UEFA EL          | UEFA EL          | UEFA EL          | クラブW杯 | クラブW杯 |
| 2022-23          | USG              | 28               | 1                | 0                | -         | -         |
| 2023-24          | USG              | 28               | 5                | 0                | -         | -         |
| 2024-25          | USG              | 28               | 8                | 0                | -         | -         |
| 通算             | AFC              | AFC              | 9                | 0                | 0         | 0         |
| 通算             | UEFA             | UEFA             | 14               | 0                | -         | -         |

その他の国際公式戦
- 2019年
  - AFCチャンピオンズリーグ・プレーオフ 1試合0得点
- 2023年
  - UEFAヨーロッパリーグ予選 2試合0得点
- 2024年
  - UEFAチャンピオンズリーグ予選 2試合0得点

- 公式戦初出場 - 2016年5月25日 ナビスコカップGS第6節 vsジュビロ磐田戦 (カシマサッカースタジアム)
- Jリーグ初出場 - 2017年5月14日 J1第11節 vsヴィッセル神戸戦 (カシマサッカースタジアム)
- Jリーグ初ゴール- 2018年7月28日 J1第18節 vsガンバ大阪戦 (パナソニックスタジアム吹田）

## タイトル

### クラブ
鹿島アントラーズユース
- Jユースカップ (2014年)
- アジア・チャンピオンズ・トロフィー (2015年)
- 高円宮杯U-18プレミアリーグ EAST（2015年）
- 高円宮杯U-18サッカーリーグ チャンピオンシップ（2015年）

鹿島アントラーズ
- J1リーグ：1回（2016年）
- 天皇杯全日本サッカー選手権大会：1回（2016年）
- FUJI XEROX SUPER CUP：1回（2017年）
- AFCチャンピオンズリーグ：1回（2018年）

ロイヤル・ユニオン・サン＝ジロワーズ
- ベルギー・ファースト・ディビジョンA：1回(2024-2025年)
- クロッキーカップ：1回（2023-2024年）

### 代表
- U-19日本代表
  - AFC U-19選手権（2016年）

## 代表歴

### 出場大会
- U-16日本代表
  - モンテギュー国際大会（2013年）
  - チッタディグラディスカ国際大会（2013年）
  - Caspian Cup 2013（2013年）
  - 第14回豊田国際ユースサッカー大会（2013年）
- U-17日本代表
  - 国際ユースサッカーin新潟（2014年）
  - サニックス杯国際ユースサッカー大会（2014年）
  - バツラフ・イェジェク国際ユーストーナメント（2014年）
- U-18日本代表
  - Panda Cup（2015年）
  - SBSカップ国際ユースサッカー（2015年）
  - 長安フォードカップ（2015年）
- U-19日本代表
  - 水原JSカップ U-19国際ユースサッカー大会（2016年）
  - Panda Cup（2016年）
  - NTC招待大会（2016年）
  - AFC U-19選手権（2016年）
- U-20日本代表
  - ドイツ遠征（2017年）
- U-22日本代表
  - AFC U-23選手権タイ2020・予選（2019年）
  - 北中米遠征（2019年）
  - ブラジル遠征（2019年）
  - キリンチャレンジカップ（2019年）
- U-23日本代表
  - AFC U-23選手権（2020年）
- U-24日本代表
  - SAISON CARD CUP 2021（2021年）
  - 東京オリンピック（2021年）
- 日本代表
  - キリンチャレンジカップ（2023年）
  - 2026 FIFAワールドカップ・アジア2次予選兼AFCアジアカップ 2027・予選（2023年,2024年）
  - AFCアジアカップ2023（2024年）
  - 2026 FIFAワールドカップ・アジア3次予選（2024年,2025年）

### 試合数
- 国際Aマッチ 17試合 0得点（2023年 - ）

| 日本代表 | 国際Aマッチ | 国際Aマッチ |
| 年       | 出場        | 得点        |
| -------- | ----------- | ----------- |
| 2023     | 5           | 0           |
| 2024     | 11          | 0           |
| 2025     | 1           | 0           |
| 通算     | 17          | 0           |

### 出場
| No. | 開催日         | 開催都市   | スタジアム                                             | 対戦国                 | 結果 | 監督   | 大会                                                               |
| --- | -------------- | ---------- | ------------------------------------------------------ | ---------------------- | ---- | ------ | ------------------------------------------------------------------ |
| 1.  | 2023年9月12日  | ヘンク     | セゲカ・アレーナ                                       | トルコ                 | ○4-2 | 森保一 | キリンチャレンジカップ2023                                         |
| 2.  | 2023年10月13日 | 新潟       | デンカビッグスワンスタジアム                           | カナダ                 | ○4-1 | 森保一 | MIZUHO BLUE DREAM MATCH 2023                                       |
| 3.  | 2023年10月17日 | 神戸       | ノエビアスタジアム神戸                                 | チュニジア             | ○2-0 | 森保一 | キリンチャレンジカップ2023                                         |
| 4.  | 2023年11月16日 | 吹田       | パナソニックスタジアム吹田                             | ミャンマー             | ○5-0 | 森保一 | 2026 FIFAワールドカップ・アジア2次予選兼AFCアジアカップ 2027・予選 |
| 5.  | 2023年11月21日 | ジッダ     | プリンス・アブドゥッラー・アル・ファイサル・スタジアム | シリア                 | ○5-0 | 森保一 | 2026 FIFAワールドカップ・アジア2次予選兼AFCアジアカップ 2027・予選 |
| 6.  | 2024年1月1日   | 東京       | 国立競技場                                             | タイ                   | ○5-0 | 森保一 | TOYO TIRES CUP 2024                                                |
| 7.  | 2024年1月24日  | ドーハ     | アル・トゥマーマ・スタジアム                           | インドネシア           | ○3-1 | 森保一 | AFCアジアカップ2023                                                |
| 8.  | 2024年1月31日  | ドーハ     | アル・トゥマーマ・スタジアム                           | バーレーン             | ○3-1 | 森保一 | AFCアジアカップ2023                                                |
| 9.  | 2024年3月21日  | 東京       | 国立競技場                                             | 朝鮮民主主義人民共和国 | ○1-0 | 森保一 | 2026 FIFAワールドカップ・アジア2次予選兼AFCアジアカップ 2027・予選 |
| 10. | 2024年6月11日  | 広島       | エディオンピースウイング広島                           | シリア                 | ○5-0 | 森保一 | 2026 FIFAワールドカップ・アジア2次予選兼AFCアジアカップ 2027・予選 |
| 11. | 2024年9月5日   | さいたま   | 埼玉スタジアム2002                                     | 中国                   | ○7-0 | 森保一 | 2026 FIFAワールドカップ・アジア3次予選                             |
| 12. | 2024年9月11日  | リファー   | バーレーン・ナショナル・スタジアム                     | バーレーン             | ○5-0 | 森保一 | 2026 FIFAワールドカップ・アジア3次予選                             |
| 13. | 2024年10月10日 | ジッダ     | キング・アブドゥッラー・スポーツシティ・スタジアム     | サウジアラビア         | ○2-0 | 森保一 | 2026 FIFAワールドカップ・アジア3次予選                             |
| 14. | 2024年10月15日 | さいたま   | 埼玉スタジアム2002                                     | オーストラリア         | △1-1 | 森保一 | 2026 FIFAワールドカップ・アジア3次予選                             |
| 15. | 2024年11月15日 | ジャカルタ | ゲロラ・ブン・カルノ・スタジアム                       | インドネシア           | ○4-0 | 森保一 | 2026 FIFAワールドカップ・アジア3次予選                             |
| 16. | 2024年11月19日 | 廈門       | 廈門白鷺体育場                                         | 中国                   | ○3-1 | 森保一 | 2026 FIFAワールドカップ・アジア3次予選                             |
| 17. | 2025年6月5日   | パース     | パース・スタジアム                                     | オーストラリア         | ●0-1 | 森保一 | 2026 FIFAワールドカップ・アジア3次予選                             |